# Картопля по-ліонськи
Картопля по-ліонськи (фр. Pommes de terre à la lyonnaise) — французька страва з обсмаженого на вершковому маслі або олії картоплі з тонко нарізаною цибулею та рубаною петрушкою . Свою назву отримала на честь французького міста Ліон.
Назва «картопля по-ліонськи» зафіксовано принаймні з 1806 року в кулінарній енциклопедії «Le Cuisinier impérial» Андре Віаро. Американська письменниця, викладач та кулінарний експерт Фанні Фармер включила два рецепта картоплі по-ліонськи в класичний збірник — «Куховарську книгу Бостонської кулінарної школи» (1896). З роками з'явилися нові варіації з використанням таких методів, як карамелізація для поліпшення кольору та смаку страви.
Картоплю перед кінцевою кулінарною обробкою можна обсмажити в сирому вигляді або відварити до напівготовності. Для приготування «картоплі а-ля Ліон» характерна наявність гарніру з подрібненої цибулі.